# Гигантски морски костур
Гигантските морски костури (Lates calcarifer) са вид актиноптери от семейство Latidae.
Те са незастрашен вид.
Таксонът е описан за пръв път от Маркус Елиезер Блох през 1790 година.